# Constantino Diógenes
Constantino Diógenes (em grego: Κωνσταντίνος Διογένης; m. 1032) foi um importante general bizantino do início do século XI e ativo na região dos Bálcãs. Serviu com distinção nos estágios finais da conquista bizantina da Bulgária sob o imperador Basílio II Bulgaróctono (r. 967–1025), e ocupou altos comandos nos Bálcãs até sua prisão em 1029, como resultado de sua participação na conspiração contra Romano III Argiro (r. 1028–1034). Preso e forçado a entrar num mosteiro, cometeu suicídio em 1032, durante um inquérito a respeito doutra conspiração. Foi o pai do imperador Romano IV Diógenes (r. 1068–1071).

## Biografia

### Início da carreira
Constantino Diógenes é o primeiro membro notável da nobre família capadócia dos Diógenes, que teve importante papel no Império Bizantino no século XI. Ele começou sua carreira como comandante dum tagma ocidental durante o reinado de Basílio II Bulgaróctono (r. 976–1025), principalmente na conquista bizantina da Bulgária. Em 1014, participou da decisiva vitória bizantina na Batalha de Clídio (29 de julho) e posteriormente sucedeu Teofilacto Botaniates como comandante (duque) de Tessalônica, com o estatuto de patrício, o que fazia dele o segundo general mais graduado do império nos Bálcãs, atrás apenas de Davi Arianita. Após a morte do tsar búlgaro Samuel (r. 997–1014) em outubro, Diógenes e Nicéforo Xífias foram enviados para a região de Moglena como a vanguarda do imperador e o principal exército. Durante esta campanha, Diógenes construiu a fortaleza de Milobos (atual Megáli Géfira), como atestado numa inscrição de fundação.

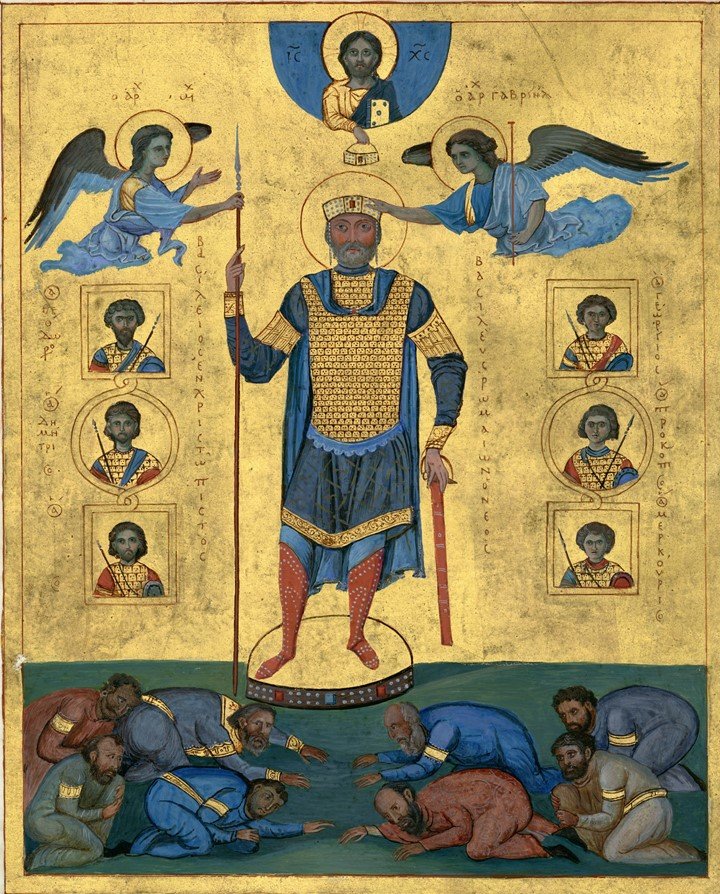
Iluminura de r.

A conquista de Moglena foi concluída em 1015 ou 1016. Em 1017, Constantino e Davi Arianita lideraram tropas para saquear a planície fértil da Pelagônia, onde capturaram muitos prisioneiros e gado. Logo depois, Basílio II colocou-o no comando dos tagmas das escolas do Ocidente e de Tessalônica, e encarregou-o com a perseguição do tsar João Vladislau (r. 1015–1018). O governante búlgaro montou uma emboscada para seus perseguidores, mas Basílio foi informado à tempo, e liderou o resto de suas tropas para ajudar Constantino, derrotando os búlgaros. Após a morte de João Vladislau em fevereiro de 1018, Constantino foi encarregado de eliminar os últimos centros de resistência búlgara. Tomou Sirmio e foi nomeado arconte da cidade, com sua autoridade se estendendo sobre o pequeno estado vassalo sérvio de Ráscia. Seu título era provavelmente "estratego da Sérvia" (em grego: στρατηγός Σερβίας), atestado num selo atribuído-lhe.
Ele recebeu ordens imperiais para subjugar Sermão, o governante de Sirmio, para consolidar o domínio bizantino sobre a região norte dos Bálcãs. Para capturá-lo, Diógenes convidou-o para um encontro no estuário do rio Sava, no Danúbio, onde cada foi acompanhado apenas por três assistentes. Diógenes, porém, escondeu sua espada nas dobras de suas roupas e usou-a para assassiná-lo. Logo a seguir, marchou com seu exército para Sirmio, tomando controle da cidade e enviando a esposa de Sermão como cativa para Constantinopla. Por volta de 1022 ou 1025, Constantino sucedeu Arianita como comandante-em-chefe bizantino (estratego autocrator) da Bulgária recém-conquistada. Nesta função, repeliu uma invasão pechenegue em 1027. No mesmo ano, se retirou para o sul, de volta a Tessalônica, mas manteve, pelo menos nominalmente, seu título de comandante geral, fato atestado por outro selo nomeando-o "antípato, patrício e duque de Tessalônica, Bulgária e Sérvia".

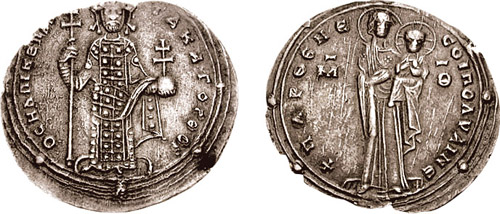
Miliarésio de r.

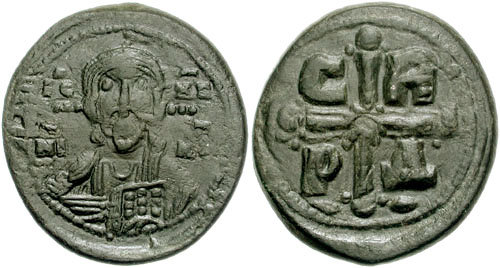
Fólis de r.

### Conspiração e morte
Constantino se casou com uma filha cujo nome não se conhece de Basílio Argiro, irmão do imperador Romano III (r. 1028–1034), mas, em 1029, foi acusado, juntamente com outros importantes generais - como Eustácio Dafnomeles - de conspirar contra o imperador com a porfirogênita Teodora. Foi transferido para o Oriente como estratego do Tema Tracesiano, mas logo depois, quando confirmou-se sua participação no assunto, foi reconvocado para Constantinopla. Lá foi preso, espancado, cegado e publicamente desfilou no Mese junto com os demais conspiradores, sendo mais tarde tonsurado e forçado a entrar no Mosteiro de Estúdio.
A própria Teodora foi tonsurada e enviada para um convento, mas aparentemente continuou a conspirar com Diógenes, que tencionava se aproveitar da ausência de Romano por causa de uma campanha no oriente em 1032 para fugir para os Bálcãs. Romano soube do plano através de Teófanes, o metropolita de Tessalônica e os conspiradores foram presos. Diógenes foi levado ao Palácio de Blaquerna para ser interrogado por João, o Eunuco, mas preferiu o suicídio à confessar sob tortura e comprometer seus colegas. O filho de Constantino, Romano IV Diógenes, se tornou vitorioso general e se tornaria um dia o imperador bizantino entre 1068 e 1071.